# Fuchengmen

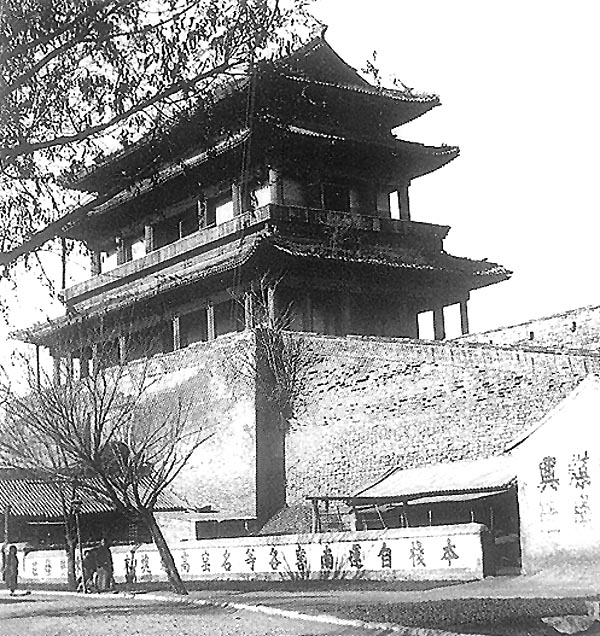
Fuchengmen 1930.

Fuchengmen (阜成门; 阜成門; Fùchéngmén) eller Fuchengporten var en forna stadsport i Pekings stadsmur i Kina, och numer namnet på ett område Peking. Fuchengmen stod centralt i västra Peking i Xichengdistriktet utmed dagens västra Andra ringvägen.
Fuchengmen uppfördes på samma plats som porten Pingzemen stod i Yuandynastins Dadu. Porten förbättrades 1382 av kejsare Hongwu och färdigställdes 1435 till 1438 av kejsare Zhengtong. Fuchengmen var porten mot Västra bergen där kol bröts för uppvärmning av staden.
1935 monterades Fuchengmens piltorn ner på grund av dess dåliga skick. Vakttornet revs 1953 i samband med vägbyggnation. Slutligen revs stadsportstornet helt 1965 i samband med uppförande av Pekings tunnelbana (Linje 2).

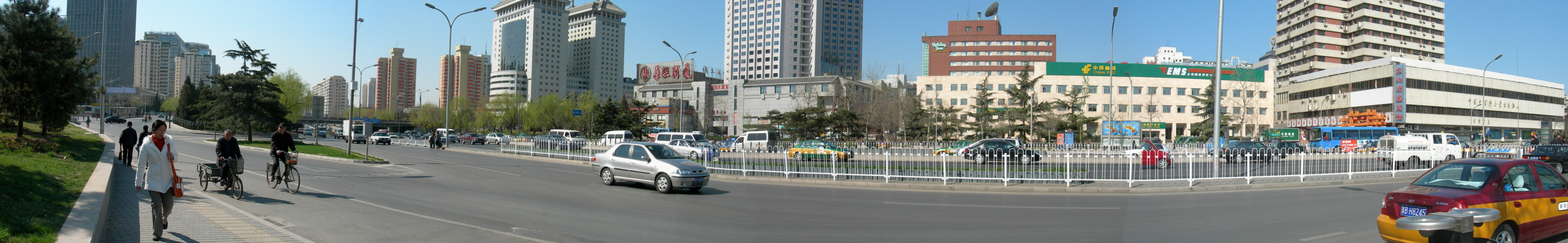
Fuchengmen 2009.

| Pekings tunnelbana |         |                     |
|                    | Linje 2 | Fuchengmen (阜成门) |